# Miejski Klub Sportowy Nysa Kłodzko
Miejski Klub Sportowy Nysa Kłodzko – wielosekcyjny klub sportowy działający na terenie Kłodzka, powstały w 1946 roku. Jego siedziba znajduje się w tym mieście przy ulicy Wandy 1. Jest on członkiem Polskich Związków Sportowych za pośrednictwem swoich sekcji sportowych. Współcześnie działalność klubu prowadzona jest w czterech sekcjach sportowych: piłki nożnej, koszykówki, tenisa stołowego oraz brydża sportowego.

## Historia

### Początki klubu
| 1946–1949 | Klub Sportowy Nisa Kłodzko                       |
| 1949–1956 | Zrzeszenie Sportowe Spójnia Kłodzko              |
| 1955–1956 | Zrzeszenie Sportowe Sparta Kłodzko               |
| 1956–1975 | Klub Sportowy Nysa Kłodzko                       |
| 1975–1990 | Międzyzakładowy Klub Sportowy Nysa-Start Kłodzko |
| 1990–1994 | Miejski Klub Sportowy Nysa Kłodzko               |
| 1994–2004 | Miejski Klub Sportowy Nysa-Zetkama Kłodzko       |
| od 2004   | Miejski Klub Sportowy Nysa Kłodzko               |

Niestety brak jest wiarygodnych informacji, dzięki którym można byłoby ustalić dokładną datę powstanie klubu. Pierwsze zebranie w sprawie jego założenia miało miejsce jeszcze pod koniec 1945 roku. W stołówce Zarządu Miejskiego "Poznanianka", mieszczącej się przy ulicy Jana Matejki w Kłodzku, w spotkaniu uczestniczyli: Marian Kustanowicz, Alfred Streit, Eugeniusz Weryński, Edward Gołąbek oraz Marian Stopiński. Nie podjęto wówczas żadnych wiążących decyzji, a jedynie zgodzono się, że w mieście powinien powstać klub sportowy, w którym mieszkańcy mogliby uprawiać różne dyscypliny sportu.
Ostatecznie klub utworzono w 1 połowie 1946 roku, kiedy to 22 kwietnia przyjęto ostatecznie jego statut, który podpisało 15 członków klubu. Ustalono także barwy klubowe: czarno-biało-zielone oraz nadano mu oficjalną nazwę zaproponowaną przez Marian Stopińskiego – Klub Sportowy "Nisa". W tym samym roku powstała jako pierwsza sekcja piłki nożnej została zgłoszona do rozgrywek w Polskim Związku Piłki Nożnej. Ponadto zarząd klubu zdecydował się o przejęciu od władz miasta stadionu miejskiego położonego przy ulicy Jana Kusocińskiego.
Do 1947 roku powstały kolejne sekcje sportowe: pływacka, siatkówki, narciarska, tenisa stołowego i piłki wodnej, która została zlikwidowana jeszcze tego samego roku. W kolejnych latach powstały kolejne sekcje: koszykówki i motorowa (1948) oraz bokserska i lekkoatletyczna (1949) w miejsce rozwiązanej sekcji narciarskiej. Dzięki ofiarności zawodników, jak i działaczy klubu, w czynie społecznym rozbudowano stadion sportowy.

### Dalszy rozwój klubu

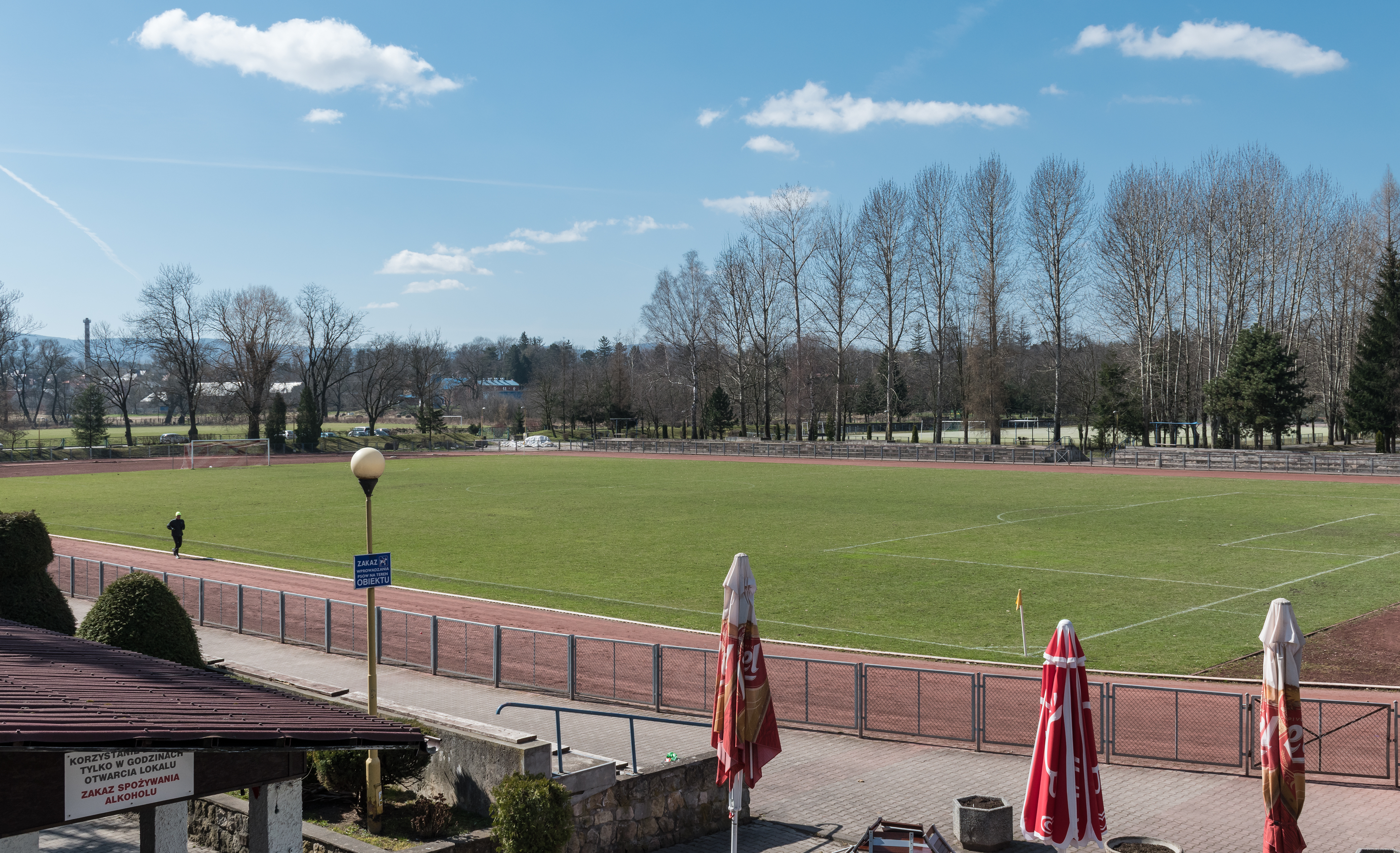
Główne boisko piłkarskie na Stadionie Miejskim w Kłodzku (Ośrodek Sportu i Rekreacji), gdzie swoje mecze ligowe rozgrywają piłkarze MKS Nysy Kłodzko

W 2. połowie 1949 roku na walnym zebraniu uchwalono jednogłośnie zmianę nazwy klubu i przystąpienia do pionu pracowników spółdzielczych i biurowo-handlowych. Zreorganizowany klub przyjął nazwę Zrzeszenie Sportowe Spójnia. Pojawiły się kolejne dwie sekcje: szachowa i tenisa ziemnego. W 1955 roku zgodnie z polityką władz klub otrzymał nazwę Zrzeszenia Sportowego Sparta. W międzyczasie przestały funkcjonować sekcje: tenisa stołowego i ziemnego, koszykówki, lekkiej atletyki, siatkówki oraz motorowa. W 1956 roku na fali destalinizacji klub powrócił do swojej historycznej nazwy – Nysa Kłodzko, wchłaniając jednocześnie Klub Sportowy Start, mający swoją bazę w spółdzielczości pracy. Działalność wznowiły sekcje: koszykówki, tenisa stołowego, lekkiej atletyki i narciarska. Ta ostatnia tylko przez jeden sezon. Ponadto powstała także sekcja piłki ręcznej. 
W 1957 roku miała miejsce kolejna fuzja. Nysa wchłonęła tym razem Gwardię Kłodzko, istniejącą przy Sudeckiej Brygadzie Wojsk Ochrony Pogranicza. Połączenie obu klubów doprowadziło do tego, iż Nysa Kłodzko stała się jednym z najbogatszych i najprężniej działających klubów w Sudetach. Mimo to nie wzrosła liczba sekcji sportowych, a nawet ich liczba ubyła. Jeszcze tego samego roku rozwiązano sekcję szachową, a dwa lata później tenisa stołowego i bokserską. W latach 60. XX wieku działały cztery sekcje: piłki nożnej, piłki ręcznej, koszykówki i lekkoatletyki. W 1961 roku na jeden sezon pojawiła się ponownie siatkówka a w 1969 roku gimnastyka. W 1970 roku reaktywowano sekcje: narciarską oraz bokserską. 
Na początku lat 70. XX wieku Klub Sportowy Nysa liczył 385 członków z czego 344 zawodników i w tym 64 to kobiety. Dekada ta przyniosła poza tym trudności organizacyjne w klubie. Likwidacji ulegały kolejne sekcje: lekkoatletyka (1972), boks (1974). Pojawiła się sekcja biegów na orientację (1972-1980). Swoją działalność wznowiła siatkówka mężczyzn, która została ponownie zamknięta w 1981 roku wraz z koszykówką. W 1975 roku klub zmienił nazwę na Międzyzakładowy Klub Sportowy Nysa-Start.
Lata 80. XX wieku oznaczały działalność sportowców kłodzkiego klubu sportowego wyłącznie w dwóch sekcjach: piłki nożnej i piłki ręcznej. W 1984 roku klub został odznaczony "diamentową odznaką" Polskiego Związku Piłki Ręcznej za wieloletnią pracę na rzecz rozwoju tej dyscypliny w Polsce. Niestety z powodu braku odpowiedniego zaplecza sekcja przestała istnieć w 1988 roku, a próby jej reaktywowania w 1991 roku zakończyły się niepowodzeniem. 

### Lata najnowsze
W roku 1990 rozwiązano Radę Wojewódzką zrzeszenia "Start", co oznaczało, że klub powrócił do swojej tradycyjnej nazwy i działał jako Miejski Klub Sportowy Nysa. Lata 90. XX wieku przyniosły powstanie sekcji: brydża sportowego i tenisa stołowego. W 1994 roku klub uzyskał sponsora strategicznego, którym została Fabryka Armatury Przemysłowej "Zetkama:, stąd też zmiana nazwy na MKS Nysa-Zetkama. Nazwa ta przetrwała do 07 lutego 2004 roku, kiedy na walnym zgromadzeniu zarządu, w związku z wycofaniem się sponsora powrócono do nazwy MKS Nysa. Ważnym wydarzeniem było przejęcie w 1995 roku przez kłodzką sekcję tenisa stołowego drużyny Śnieżnik Stronie Śląskie, występujący w drugiej lidze męskiej. Ponadto w 1998 roku reaktywowano sekcję koszykówki, która cztery lata później otrzymała autonomię w ramach klubu - Doral Nysa.
W 2006 roku powstała oficjalna strona internetowa klubu, której twórcą był Dawid Broniszewski. W 2008 roku z powodu braku środków finansowych drużyna tenisa stołowego została wycofana z rozgrywek.

## Władze

### Informacje ogólne
W myśl statutu klubu na jego czele stoją wybierane na 3-letnią kadencję władze, do których należą:
- Walne Zgromadzenie Członków Klubu: tworzą je wszyscy członkowie klubu lub ich delegaci[10];
- Zarząd Klubu, w skład którego wchodzi 9 osób[11]:
  - Prezydium Zarządu: Prezes, dwóch wiceprezesów, sekretarz, skarbnik, kierownik klubu, członek prezydium;
  - Komisja Rewizyjna: przewodniczący, dwóch członków.

### Zarząd
W kadencji 2018-2021 Zarząd Klubu skład się z następujących osób:
| Funkcja         | Imię i nazwisko    |
| --------------- | ------------------ |
| Prezes          | Paweł Wiśniewski   |
| Wiceprezes      | Jerzy Sierakowski  |
| Skarbnik        | Przemysław Gajek   |
| Sekretarz       | Dawid Broniszewski |
| Członek Zarządu | Konrad Tkaczyk     |
| Członek Zarządu | Tomasz Sutkowski   |
| Członek Zarządu | Paweł Rączkowski   |

### Dotychczasowi prezesi

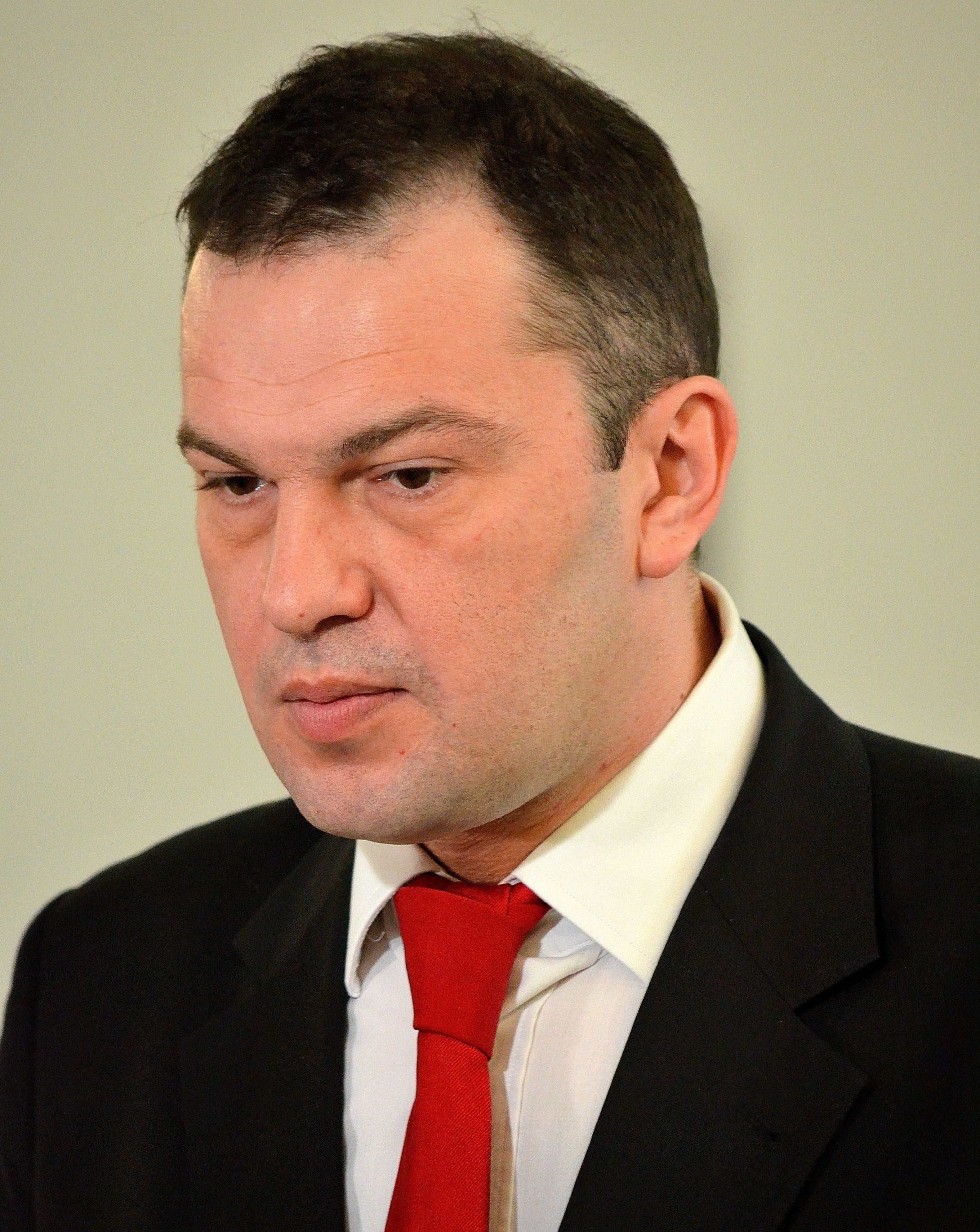
Jakub Szulc, prezes MKS Nysa Kłodzko w latach 2015-2016

W dotychczasowej historii Miejskiego Klubu Sportowego Nysa Kłodzko funkcję jego Prezesa sprawowały 23 osoby:
|     | \| Lp. \| Imię i nazwisko \| Okres urzędowania \| Okres urzędowania \| \| --- \| ------------------- \| ----------------- \| ----------------- \| \| 1. \| Marian Kustanowicz \| 1946 \| 1946 \| \| 2. \| Wacław Halicki \| 1947 \| 1949 \| \| 3. \| Paweł Mucha \| 1949 \| 1950 \| \| 4. \| Józef Pytel \| 1951 \| 1952 \| \| 5. \| Zygmunt Frąckowiak \| 1953 \| 1954 \| \| 6. \| Jerzy Stanikowski \| 1955 \| 1956 \| \| 7. \| Michał Kisielica \| 1957 \| 1958 \| \| 8. \| Michał Wojnarowski \| 1959 \| 1963 \| \| 9. \| Stefan Weiman \| 1964 \| 1975 \| \| 10. \| Zygmunt Sapieha \| 1976 \| 1980 \| \| 11. \| Zygmunt Mrożek \| 1981 \| 1991 \| \| 12. \| Henryk Król \| 1992 \| 1993 \| \| 13. \| Ryszard Kluk \| 1994 \| 2000 \| \| 14. \| Ryszard Jastrzębski \| 2001 \| 2002 \| \| 15. \| Leszek Michalski \| 2003 \| 2006 \| \| 16. \| Jerzy Sierakowski \| 2006 \| 2009 \| \| 17. \| Ryszard Kluk \| 2009 \| 2010 \| \| 18. \| Tomasz Perczyński \| 2011 \| 2013 \| \| 19. \| Marek Szpak \| 2013 \| 2015 \| \| 20. \| Jakub Szulc \| 2015 \| 2016 \| \| 21. \| Bogdan Bachmatiuk \| 2017 \| 2018 \| \| 22. \| Tomasz Sutkowski \| 2018 \| 2019 \| \| 23. \| Paweł Wiśniewski \| od 2019 \| \| |                   |                   |
| Lp. | Imię i nazwisko | Okres urzędowania | Okres urzędowania |
| 1.  | Marian Kustanowicz | 1946              | 1946              |
| 2.  | Wacław Halicki | 1947              | 1949              |
| 3.  | Paweł Mucha | 1949              | 1950              |
| 4.  | Józef Pytel | 1951              | 1952              |
| 5.  | Zygmunt Frąckowiak | 1953              | 1954              |
| 6.  | Jerzy Stanikowski | 1955              | 1956              |
| 7.  | Michał Kisielica | 1957              | 1958              |
| 8.  | Michał Wojnarowski | 1959              | 1963              |
| 9.  | Stefan Weiman | 1964              | 1975              |
| 10. | Zygmunt Sapieha | 1976              | 1980              |
| 11. | Zygmunt Mrożek | 1981              | 1991              |
| 12. | Henryk Król | 1992              | 1993              |
| 13. | Ryszard Kluk | 1994              | 2000              |
| 14. | Ryszard Jastrzębski | 2001              | 2002              |
| 15. | Leszek Michalski | 2003              | 2006              |
| 16. | Jerzy Sierakowski | 2006              | 2009              |
| 17. | Ryszard Kluk | 2009              | 2010              |
| 18. | Tomasz Perczyński | 2011              | 2013              |
| 19. | Marek Szpak | 2013              | 2015              |
| 20. | Jakub Szulc | 2015              | 2016              |
| 21. | Bogdan Bachmatiuk | 2017              | 2018              |
| 22. | Tomasz Sutkowski | 2018              | 2019              |
| 23. | Paweł Wiśniewski | od 2019           |                   |

## Sekcje

### Sekcja piłki nożnej
Piła nożna jest najstarszą sekcją sportową kłodzkiego klubu, której początki sięgają jeszcze października 1945 roku. Wtedy też z okazji święta 10 Dywizji Piechoty Ludowego Wojska Polskiego zmierzyły się drużyna 25 pułku piechoty z reprezentacją pododdziałów sztabu 10 Dywizji Piechoty. Spotkanie zakończyło się zwycięstwem Pułku 2:0, zaś biorący w nim udział po obu stronach zawodnicy stanowili późniejszy zalążek założonego w 1946 roku klubu piłkarskiego.
Zespół piłkarski Nysy Kłodzko jako jedyna sekcja sportowa klubu działa nieprzerwanie od 1946 roku. Największym jej sukcesem była awans do III ligi w piłce nożnej. Współcześnie drużyna gra w IV lidze w piłce nożnej - grupa dolnośląska wschód (stan na sezon 2020/2021). Najwybitniejszym wychowankiem kłodzkiego klubu był Paweł Adamczyk, który zdobył z Wisłą Kraków Mistrzostwo Polski w sezonie 1998/1999.

### Sekcja koszykówki

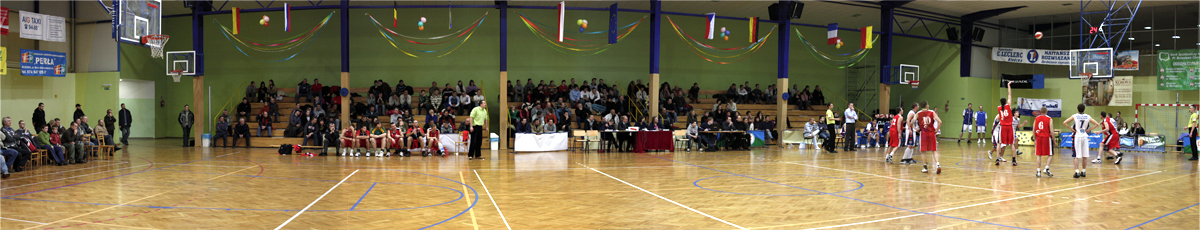
Mecz koszykówki na kłodzkiej Hali Sportowej

Koszykarska sekcja MKS Nysy Kłodzko powstała po raz pierwszy w 1948 rok. Została ona zlikwidowana na początku lat 50. XX wieku. Reaktywowano ją w kilkukrotnie w 1956 roku i ponownie zlikwidowano w 1981 roku. Ostatecznie sekcja na stałe wznowiła swoją działalność w 1998 roku, zyskując w 2002 roku autonomięu. Historycznym sukcesem kłodzkiej drużyny koszykarskiej był awans w 2015 roku do I ligi polskiej w koszykówce mężczyzn. 
Jednym z najwybitniejszych zawodników ASK Doral Nysy Kłodzko był Czesław Radwański.

### Sekcja pływacka
Sekcja pływacka MKS Nysy Kłodzko powstała pod koniec 1946 roku. Jednak niespełna po roku jej działalności została ona rozwiązana z powodu braku odpowiedniego zaplecza. Basen znajdujący się przy stadionie miejskim należał do nowo powstałego klubu KS Gwardia, który był bardzo niechętnie wypożyczany go innym klubom. Piłkarze wodni rozegrali w sumie około 5-6 meczów, zaś ich jedynym znanym z nazwy przeciwnikiem był I Klub Sportowy Wrocław (późniejsza Ślęza Wrocław). Wśród zawodników wyróżniali się m.in.: Zygmunt Żarski, Leopold Herman. Poza tym sekcja pływacka ograniczała się do organizowania imprez masowych, jak i propagandowych. 

### Sekcja narciarska
Sekcja narciarska MKS Nysy Kłodzko powstała także pod koniec 1946 roku. Korzystała ona z małej skoczni narciarskiej przy ulicy Walecznych w Kłodzku, o wysokości kilkudziesięciu metrów, której punkt konstrukcyjny wynosił 30 metrów. Obiekt ten jednak nie nadawał się do dalszego użytkowania. W związku z tym w 1948 roku władze klubu podjęły decyzję o budowie nowej skoczni narciarskiej. Jednak z braku funduszy na ten cel w 1949 roku sekcję tę rozwiązano. Reaktywowano ją w 1956 i 1970 roku przez jeden sezon. 

### Sekcja bokserska
Sekcja bokserska działała w MKS Nysa Kłodzko w latach 1949-1959. Najwybitniejszym zawodnikiem kłodzkiego klubu był Tadeusz Walasek, późniejszy dwukrotny medalista olimpijski - srebro w Rzymie w 1960 roku oraz brąz w Tokio w 1964 roku. Był ponadto mistrzem Europy w 1961 roku i siedmiokrotnym mistrzem kraju. Sekcję reaktywowano w 1970 roku.

### Sekcja tenisa stołowego
Początki sekcji tenisa stołowego sięgają w 1947 roku. Była ona kilkukrotnie zawieszana w latach 1951-1954 oraz w 1959 roku. Ostatecznie została reaktywowana we wrześniu 1994 roku, zaś kłodzku zespół został zgłoszony do ligi okręgowej tenisa stołowego. Jesienią 1995 roku, na podstawie podpisanego porozumienia, kłodzki klub przejął występującą w II lidze męskiej, drużynę tenisa stołowego Śnieżnika Stronie Śląskie. Zgodnie z wymogami regulaminowymi przez jeden sezon nowy klub nosił nazwę Nysa-Śnieżnik. W 2008 roku seniorska drużyna tenisa stołowego została ostatecznie wycofana z rozgrywek z powodów finansowych.
Obecnie szkolenie prowadzone jest tylko w grupach młodzieżowych przez instruktora Mirosława Błesznowskiego.

### Sekcja brydża sportowego

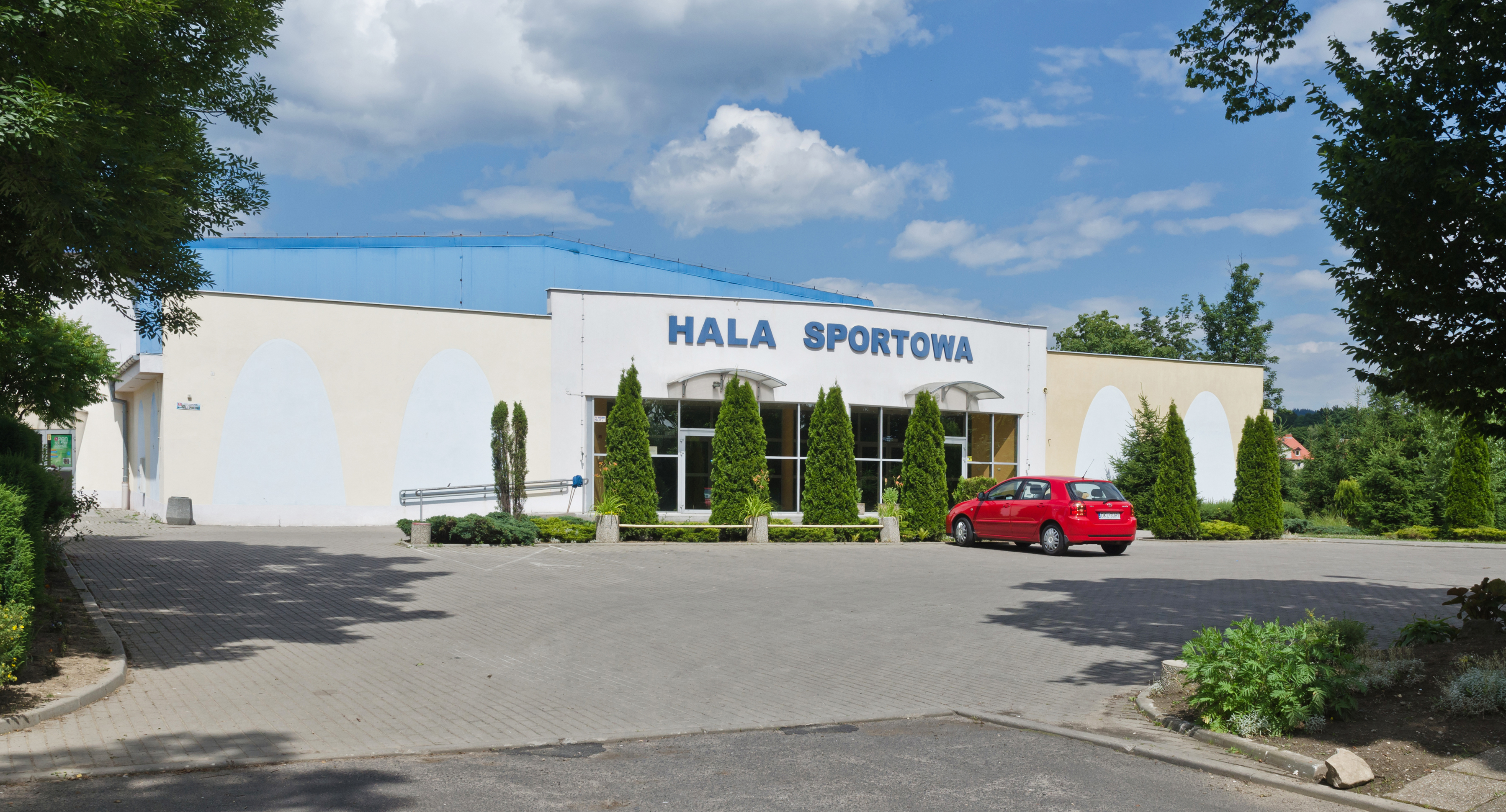
Hala Sportowa, w której swoje mecze ligowe rozgrywa ASK Doral Nysa Kłodzko

Sekcja brydża sportowego w MKS Nysa Kłodzko rozpoczęła swoją działalność w 1994 roku. Największym jej sukcesem był awans do polskiej ekstraklasy w sezonie 2012/2013.

## Obiekty sportowe
Miejski Klub Sportowy Nysa Kłodzko korzysta z obiektów sportowych należących do Kłodzkiego Ośrodka Sportu i Rekreacji (stadion miejski), które znajdują się w południowej części miasta przy ulicy Kusocińskiego, na lewym brzegu Nysy Kłodzkiej. Kompleks kłodzkich obszarów sportowo-rekreacyjnych został założony w dwudziestoleciu międzywojennym na terenach zajmowanych dawniej przez łąki oraz starorzecze Nysy Kłodzkiej. Znacznie został on rozbudowany po przejęciu ziemi kłodzkiej przez polską administrację po zakończeniu II wojny światowej w ramach tzw. czynu społecznego i liczy obecnie około 10 ha powierzchni.
W skład tego kompleksu wchodzą m.in.: główne boisko piłkarskie z nawierzchnią trawiastą i bieżnią lekkoatletyczną, boczne boisko piłkarskie ze sztuczną murawą, boiska do gry w koszykówkę, siatkówkę i siatkówkę plażową, jak i korty tenisowe. Na początku XXI wieku na terenie zajmowanym dawniej częściowo przez basen wybudowano halę wielofunkcyjną z trybunami na 350 osób i antresolą.